# Ludwików (Tomaszów Mazowiecki)
Ludwików – południowo-wschodnia dzielnica Tomaszowa Mazowieckiego, położona na prawym brzegu rzeki Pilicy.

## Historia
Ludwików to dawna wieś. W latach 1867–1954 należała do gminy Unewel w powiecie opoczyńskim, początkowo w guberni kieleckiej, a od 1919 w woj. kieleckim. Tam 4 listopada 1933 wszedł w skład gromady o nazwie Ludwików  w gminie Unewel, składającej się z samego Ludwikowa. 1 kwietnia 1939 wraz z resztą powiatu opoczyńskiego został włączony do woj. łódzkiego. Podczas II wojny światowej Ludwików został włączony do Generalnego Gubernatorstwa (dystrykt radomski, powiat tomaszowski), nadal jako gromada w gminie Unewel, licząca w 1943 roku 1044 mieszkańców. Po wojnie początkowo w województwie łódzkim, a od 6 lipca 1950 ponownie w województwa kieleckim, jako jedna z 14 gromad gminy Unewel w reaktywowanym powiecie opoczyńskim. W związku z reformą znoszącą gminy jesienią 1954 roku, Ludwików włączono do nowo utworzonej gromady Białobrzegi, gdzie przetrwał do końca 1972 roku, czyli do kolejnej reformy gminnej. 1 stycznia 1973 wszedł w skład nowo utworzonej gminę Białobrzegi w powiecie opoczyńskim w województwie kieleckim. W latach 1975–1977 należał administracyjnie do województwa piotrkowskiego. 1 lutego 1977, w związku ze zniesieniem gminy Białobrzegi, Ludwików włączono do Tomaszowa Mazowieckiego.

## Charakterystyka
Wieś Ludwików włączono w granice miasta w 1977 roku. Jest to dzielnica zdominowana przez jednorodzinne budownictwo mieszkaniowe. Od 1962 roku na Ludwikowie istnieje Szkoła Podstawowa (obecnie SP nr 7), a od 1977 roku również przedszkole. Istnieje też kościół rzymskokatolicki parafii Matki Bożej Nieustającej Pomocy. Dzielnica posiada jednostkę Ochotniczej Straży Pożarnej (przy ulicy Łukasza). Na terenie Ludwikowa znajduje się kopalnia odkrywkowa, gdzie eksploatowane są piaski formierskie i budowlane. W południowo-zachodniej części dzielnicy znajdują się wywierzyska krasowe – Niebieskie Źródła, objęte ochroną unijnego programu Natura 2000.

## Transport
Dzielnica Ludwików obsługiwana jest przez kilka linii tomaszowskiej komunikacji miejskiej. Na Ludwików z centrum Tomaszowa można dojechać dwoma mostami na rzece Pilicy: – przez ulicę Modrzewskiego (jedna z dwóch dróg dojazdowych z Tomaszowa do Zalewu Sulejowskiego); – oraz przez ulicę Białobrzeską. Przez dzielnice przebiega również linia kolejowa nr 25. Od kilku lat media o tematyce kolejowej donoszą o istniejących planach utworzenia przystanku kolejowego Tomaszów Mazowiecki Ludwików.

## Badania archeologiczne
Prowadzone w latach 80. XX wieku badania archeologiczne w ramach ogólnopolskiego programu Archeologiczne Zdjęcie Polski doprowadziły do odkrycia na Ludwikowie osady sprzed 1500 lat przed naszą erą. W 2015 roku podczas wykopalisk archeologicznych na terenie dzielnicy odkryto cmentarzysko, którego pochodzenie naukowcy datują na 3500 lat przed nasze erą (między ulicą Anny i ulicą Barbary, nieopodal ulicy Białobrzeskiej).